# Galva (Illinois)
Galva je grad u američkoj saveznoj državi Ilinois. Prema popisu stanovništva iz 2010. u njemu je živjelo 2.589 stanovnika.